# ایستون (کالیفرنیا)
ایستون (به انگلیسی: Easton) یک منطقهٔ مسکونی در ایالات متحده آمریکا است که در شهرستان فرسنو، کالیفرنیا واقع شده‌است. ایستون ۷٫۷۹۹ کیلومتر مربع مساحت و ۲٬۰۸۳ نفر جمعیت دارد و ۸۴ متر بالاتر از سطح دریا واقع شده‌است.